# Nakajima Ki-84
Nakajima Ki-84 Hayate (Japanska: キ84 疾風) var ett japanskt enmotorigt jaktplan som användes under andra världskriget. Planet utvecklades av Nakajima Hikoki KK för den Kejserliga japanska arméns luftkår och var i tjänst mellan 1944 och 1945. Dess allierade rapporteringsnamn var Frank. Ki-84 var ett enmotorigt lågvingat helmetallplan med ensitsig förarkabin, driven av en Nakajima 18-cylindrig stjärnmotor. Beväpningen bestod av fyra fast monterade vapen i olika kalibrar, två placerade ovanpå motorn och en i vardera vinge. Det anses generellt vara det bästa japanska jaktplanet som tillverkats i större antal under andra världskriget. Ki-84 kombinerade hög hastighet med hög manöverbarhet samt kraftfull beväpning. Planet var minst likvärdigt med de amerikanska jaktplanen de mötte, och överlägsen flera av dem, exempelvis F6F Hellcat och P-47 Thunderbolt. 
Japans krigssituation mot slutet av stillahavskriget, svårigheter att få tag i bränsle av hög kvalitet samt brist på reservdelar och erfarna piloter mitigerade planets effektivitet. Totalt konstruerades 3 514 exemplar innan krigsslutet. Idag finns ett enda exemplar bevarat.

## Utveckling
Utvecklingen av Ki-84 kan spåras tillbaka till tidigt 1942 när Ki-43 precis satts i serieproduktion och gått i tjänst i japanska arméns luftkår. Endast tre veckor efter attacken mot Pearl Harbor bad Koku Hombu Nakajima påbörja utvecklingen av en ersättare för Ki-43. Kraven var följande:
- Manöverbarhet jämbördig med Ki-43
- Stigförmåga jämbördig med Ki-44
- Max hastighet minst 680 km/h
- Bepansring kring cockpit
- Sjävförslutande bränsletankar
- Vingbelastning får icke överstiga 171 kg/m2
- Flygtid under stridsförhållanden på minst 1,5 h

Kraven på likvärdig maöverbarhet med Ki-43 lättades under utvecklingsperioden. Nakajima valde sin egenbyggda Nakajima Homare till Ki-84, en luftkyld, två-radig, 18-cylindrig stjärnmotor, som till en början levererade cirka 1 800 hk (modell 11 & 12). Motorn hade direkt bränsleinsprutning samt vatten/metanol insprutning för att i senare varianter åstadkomma över 2 000 hk (modell 21). Beväpningen fastställdes till två stycken Ho-103 12,7 mm tunga kulsprutor i nosen (250 skott per vardera), samt en Ho-5 20 mm automatkanoner i varje vinge (150 skott vardera). Den första prototypen stod klar i mars 1943. 
Utvecklingstakten sinkades på grund av Homare-motorn, som tog lång tid att utveckla och visade sig svår att producera med konsekventa resultat i stora mängder. Fyra prototyper byggdes vilka genomgick frändringar och ett antal modifikationer, många för att underlätta tillverkningsprocessen för framtida serieproduktion. Testperioden visade lovande resultat, varför japanska arméns luftkår beställde 83 förserieplan i augusti 1943, vilka byggdes fram till mars 1944. Förserieplanen testades i Tachikawa av piloter tillhörande armén, som gav planet beröm för sina förmågor, även om de kom fram till att topphastigheten inte levde upp till de ursprungliga kraven. Bepansringen kring cockpit bestod av en främre bepansrad glasruta med en tjocklek på 65 mm, 13 mm stål bakom pilotens rygg samt nacke, och slutligen diverse pansarplåtar kring bensintankarna och vatten/metanol-tanken. Denna bepansring, samt självförslutande bränsletankar, var vid denna tidpunkt ovanligt på japanska jaktplan, exempelvis saknades detta i både Ki-43 och A6M Zero. 

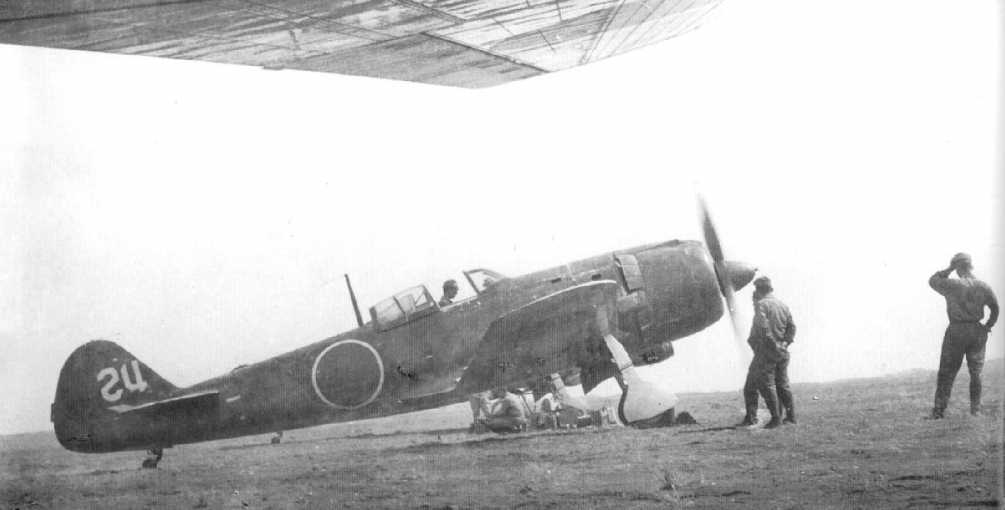
Tidig prototyp av Ki-84, synligt är det tidiga avgassystemet som senare byttes för produktionsmodellen

Ki-84 sattes i tjänst hos utvalda enheter i oktober 1943 under namnet Arméns jaktplan Typ 4 (四式戦闘機), eller Ki-84-I (キ84一型).

## Användning
Serieproduktion av Ki-84 påbörjades i april 1944. Vissa modifikationer gjordes från förseriemodellerna, den viktigaste av dessa var ett nytt avgassystem som minskade luftmotståndet och gav en mindre mängd extra dragkraft, vilket ökade topphastigheten med cirka 16 km/h. Detta är även det lättaste sättet att differentiera en förseriemodell från den första produktionsmodellen. Produktionstakten ökade, och var som mest intensiv mellan november 1944 och januari 1945, då det byggdes över 300 plan i månaden. 
Från och med slaget vid Leytebukten (som var det första storskaliga slaget då Ki-84 användes) sattes Ki-84 in vid de största sammandrabbningarna i stillahavskriget fram till krigsslutet i augusti 1945. 
Ki-84 hade superb generell flygprestanda, stigförmåga och hade inga av de uppenbara nackdelar som de andra japanska jaktplanen vid denna tid led av. Till skillnad från dessa hade Ki-84 tung beväpning, bra pansarskydd för piloten och, på grund av sin mer robusta konstruktion, inte samma tendens att fatta eld efter att ha blivit träffad. 
På låga och mellanhöga höjder visade sig Ki-84 vara snabbare än både P-51D Mustang och P-47D Thunderbolt (dock var dessa överlägsna på högre höjder). Ki-84 kunde nå 5 000 meters höjd på endast 5 minuter och 54 sekunder, vilket slog alla allierade plan det mötte. Det nya japanska jaktplanet fick snabbt ett rykte kring sig att vara en helt annan typ av fiende än de Ki-43 som amerikanska piloter ursprungligen trodde att Ki-84 var de första gångerna de råkade i strid. Med sin tunga beväpning, bepansrade cockpit, enastående stigförmåga och höga topphastighet blev planet fruktat även av de allierade bombplansbesättningarna. 
Redan innan introduktionen av Ki-84 hade krigslyckan vänt för Japan. Bombanfall och offensiva operationer från de allierades sida försvårade snabbt japans logistiska situation, och ganska snart rådde det brist på nästan samtliga strategiskt viktiga ämnen så som bränsle och metaller. De japanska metallerna hade mot slutet av kriget minskat drastiskt i kvalitet, vilket ledde till att landningsstället på Ki-84 kunde vika sig vid landning. Trots den högre landningshastigheten i jämförelse med exempelvis Ki-43 var Ki-84 ett relativt lättfluget jaktplan, vilket passade de ofta oerfarna och otillräckligt utbildade japanska piloterna mot slutet av kriget väl.

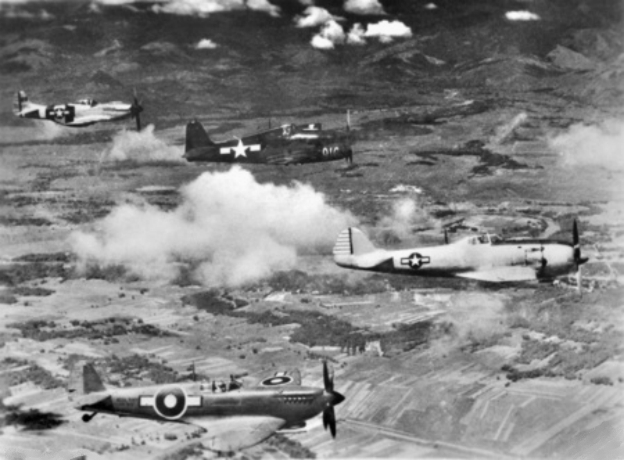
Erövrad Ki-84 testas mot Supermarine Seafire, P51 Mustang och en F6F Hellcat

Ki-84 designades för att vara enkel att massproducera, och krävde cirka 10 000 färre arbetstimmar att färdigställa jämfört med Ki-44, och kunde byggas med samma fabriksutrustning som sin föregångare Ki-43, vilket gjorde produktionsövergången enkel. Trots detta led de exemplar som nådde fronten av inkonsekvent kvalitet och varierande pålitlighet. Det japanska imperiet hade svårt att producera Homare-motorn i tillräckligt hög takt och flera sent byggda exemplar hade betydligt lägre effekt än de tidigare hade. Detta förvärrades av de amerikanska bombanfallen mot det japanska fastlandet, vilket i slutändan resulterade i att man flyttade produktionen av Homare-motorn till underjordiska fabriker. Nakajima öppnade under våren 1945 en fabrik i bergiga Manchuriet för tillverkning av Ki-84, detta för att undkomma tidigare nämnda bombanfall, men endast ett hundratal hann tillverkas i denna fabrik innan krigsslutet. 
Mot slutet av kriget var Ki-84, tillsammans med Ki-100 och N1K de bästa jaktplanen japan hade, och de användes därför vanligtvis inte i kamikaze-attacker. I slutändan var Ki-84 ett mycket kapabelt jaktplan, men dess största nackdel var den inkonvsekventa konstruktionskvalitéten. Detta gjorde att planet, även om det under idealiska förhållanden överträffade de allierade jaktplanen på flera punkter, i praktiken ofta inte kunde uppnå den teoretiska prestandan. 
Efter krigets slut erövrades ett antal Ki-84 av den amerikanska militären, minst ett av dessa transporterades till och testades i USA. Där kom man fram till att det blev markant skillnad på planets prestanda med hjälp av amerikanska tändstift och högkvalitativt flygbränsle. Testerna visade att planet var mer än 35 km/h snabbare än P47D Thunderbolt på 6 000 meters höjd.
Förutom det japanska imperiet användes Ki-84 av Republiken Kina, Indonesien samt Folkrepubliken Kina (ända in på 1950-talet). 

## Varianter

### Ki-84
De första prototyperna samt förseriemodellerna. Avgassystem av äldre typ. Stabilisatorerna mindre än produktionsmodellerna, de flesta av dessa utrustade med Homare-motorn av modell 11 och 12.
- Ki-84 Kō (型甲) - Prototyp
- Ki-84 Otsu (型乙) - Utvärderingsmodell
- Ki-84 Hei (型丙) - Förseriemodell

### Ki-84-I
Första varianten att gå i serieproduktion. Nytt avgassystem och större stjärtparti samt flera ändringar för att göra massproduktion enklare. Utrustade med Homare-motorn av modell 21.
- Ki-84-I Kō (一型甲) - Första produktionsmodellen, den i antal mest producerade modellen. Beväpningen var 2 × Ho-103 12,7 mm tksp i nosen (250 skott per vardera), 2 × Ho-5 20 mm automatkanoner i vingarna (150 skott vardera).
- Ki-84-I Otsu (一型乙) - Producerad parallellt med Ki-84-I Kō, beväpning var 4 × Ho-5 20 mm automatkanoner monterade i vingarna (150 skott vardera).
- Ki-84-I Hei (一型丙) - Ändrad beväpning till 2 × Ho-5 20 mm (150 skott vardera) samt 2 × Ho-155 30 mm (60 skott vardera) automatkanoner, bägge par monterade i vingarna.
- Ki-84-I Tei (一型定) - Version gjord för nattjakt. En extra Ho-5 20 mm automatkanon (300 skott) bakom cockpit riktad 45 grader uppåt och framåt i konfiguration Schräge Musik. I övrigt lik Otsu-modellen. Endast 2-3 exemplar tillverkade.
- Ki-84-I Kō Manshū (満州一型甲) - Tillverkad i Manchukuo, i övrigt lik Kō-modellen.

### Ki-84-II
Ett försök att minska åtgången på strategiskt viktiga metaller, som det rådde brist på. Flera delar som tidigare tillverkats i olika metaller nu gjorda i trä, exempelvis delar av vingarna, i stort sett hela stjärtpartiet samt delar av den bakre flygkroppen. I övrigt lik Ki-84-I, med samma varianter av beväpning, också här namngivna Kō, Otsu och Hei. Produktion påbörjad våren 1945.

### Ki-84-III
En planerad variant av Ki-84 specialiserad på att bekämpa bombplan på mycket hög höjd. Tänkt som ett tillfälligt substitut för Ki-87, vars utveckling drog ut på tiden. Homare-motorn skulle vara utbytt mot samma motor som var tänkt för Ki-87, Nakajima Ha-44 Ru (Ha 219) med en effekt på 2 500 hk. Motorn var en 18-cylindrig, tvåradig, luftkyld stjärnmotor utrustad med både kompressor och turbo för prestanda på höga höjder. Förutom vissa ändringar kring nosen för att få plats med den större motorn var varianten identisk med Ki-84-II.

### Övriga
- Ki-84-N - Första höghöjdsversionen av Ki-84. Utrustad med Ha 219 motorn samt förlängda vingar. Varianten planerades att sättas i serieproduktion under namnet Ki-117.
- Ki-84-P - Andra höghöjdsversionen. Identisk med N-varianten, fast med ytterligare förlängda vingar.
- Ki-84-R - Tredje höghöjdsversionen. Utrustad med Homare-motorn igen.
- Ki-106 - 3 prototyper byggda helt i trä.
- Ki-116 - Variant utrustad med en Mitsubishi Ha-112-II-motor med en effekt på 1 500 hk, ett exemplar byggt.